# Caracuel de Calatrava
Caracuel de Calatrava ist ein zentralspanischer Ort und eine Gemeinde (municipio) mit 134 Einwohnern (Stand: 2024) im Zentrum der Provinz Ciudad Real in der autonomen Region Kastilien-La Mancha.

## Lage und Klima
Caracuel de Calatrava liegt in der weitgehend ebenen und wasserarmen Landschaft von La Mancha knapp 21 Kilometer (Fahrtstrecke) südsüdwestlich der Provinzhauptstadt Ciudad Real in einer Höhe von ca. 660 m. Durch die Gemeinde führt die Autovía A-41. 
Das Klima ist gemäßigt bis heiß; der Regen (454 mm/Jahr) fällt – mit Ausnahme der zumeist eher trockenen Sommermonate – verteilt übers Jahr.

## Bevölkerungsentwicklung
| Jahr      | 1970 | 1981 | 1991 | 2001 | 2011 | 2021 |
| Einwohner | 502  | 201  | 188  | 172  | 170  | 117  |

Wegen der Mechanisierung der Landwirtschaft, der Aufgabe bäuerlicher Kleinbetriebe („Höfesterben“) und dem daraus resultierenden Verlust von Arbeitsplätzen ist die Einwohnerzahl der Gemeinde in der zweiten Hälfte des 20. Jahrhunderts gesunken.

## Sehenswürdigkeiten
- Burg von Caracuel (allerdings auf dem Gebiet der Gemeinde Corral de Calatrava)
- Kirche Mariä Himmelfahrt (Iglesia de Nuestra Señora de la Asunción)
- Kirche Christi Himmelfahrt

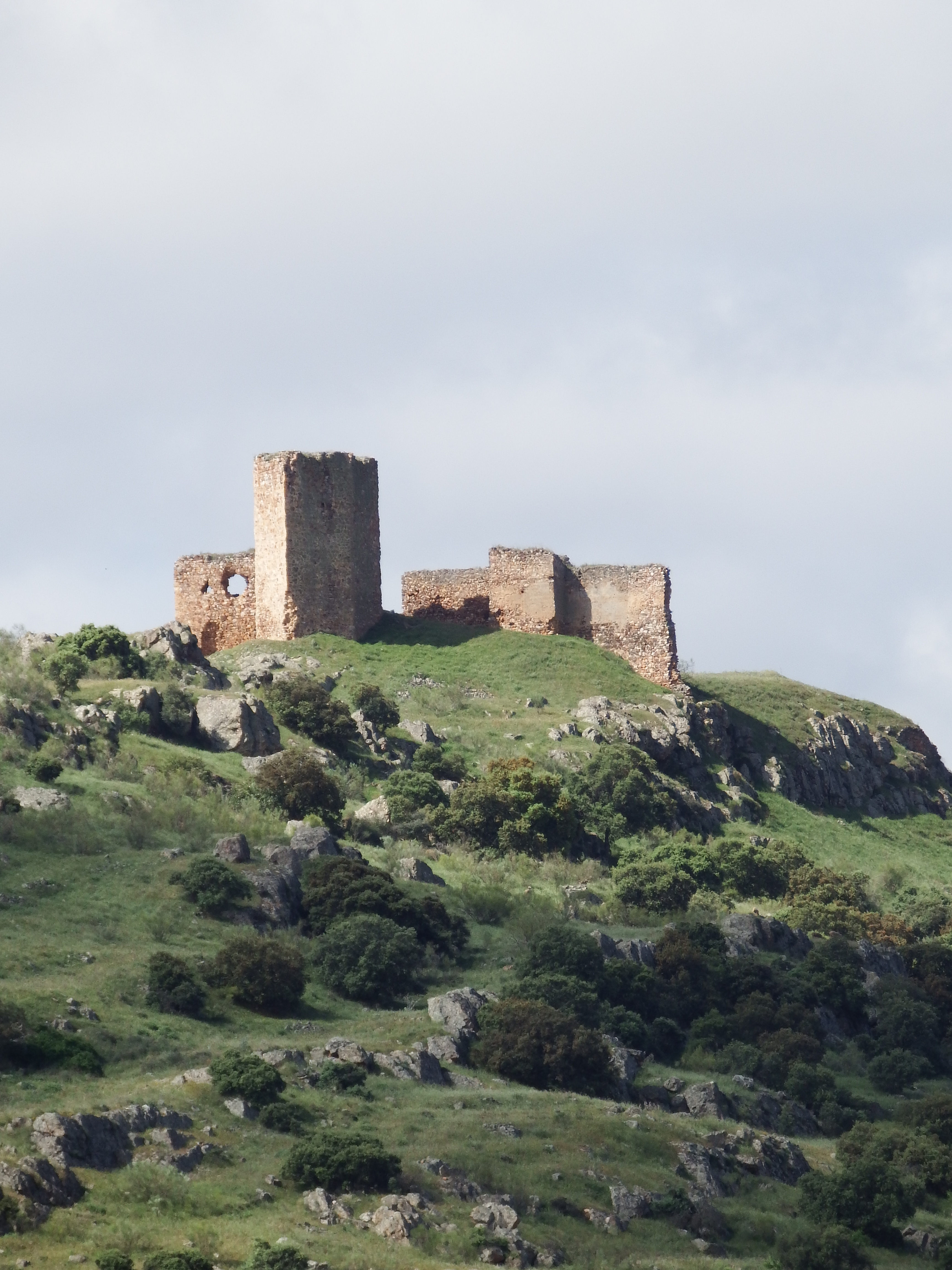
Burganlage von Caracuel
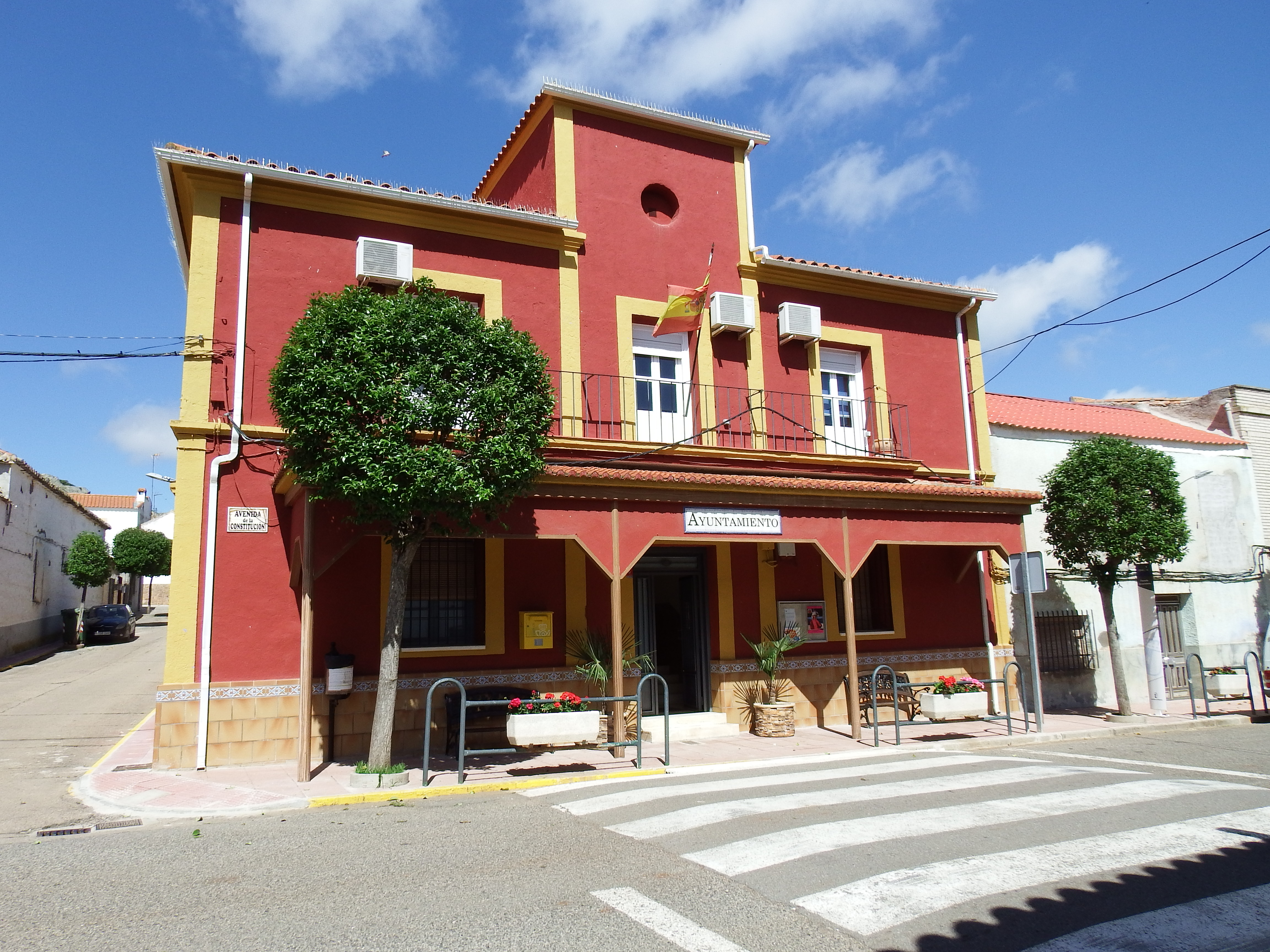
Rathaus